# Gottschalk Josef Ballin
Gottschalk Josef Ballin (* 24. März 1789 in Aurich; † 4. Oktober 1876 in Oldenburg) war ein deutscher Bankier.

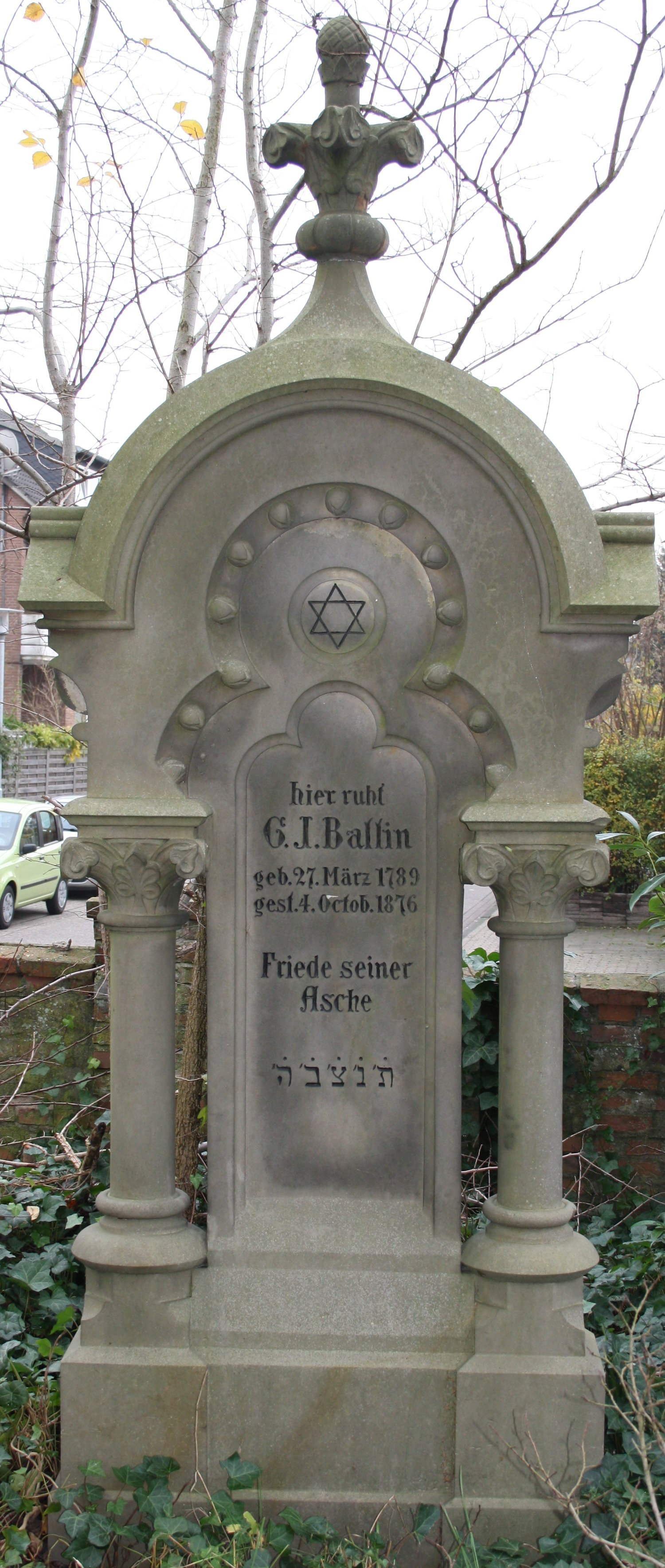
Grabstein für Gottschalk Josef Ballin auf dem jüdischen Friedhof Oldenburg

## Leben und Wirken
Mitglieder der Familie Ballin lebten seit dem 17. Jahrhundert in Norddeutschland. Die erste bekannte Persönlichkeit war Elia Ballin (ca. 1615–1680), der seinen Wohnsitz zumeist in Altona hatte und der dortigen jüdischen Gemeinde vorstand. Er handelte mit Edelsteinen, die er auch an den ostfriesischen Hof sandte. Wohl aufgrund dieser Geschäftsbeziehungen beantragte er für seinen Sohn 1668 einen Wohnsitz in Aurich, der er ihm im selben Jahr bewilligt wurde.
Gottschalk Josef Ballin gehörte diesem ostfriesischen Zweig der Ballins an. Sein Vater Josef Meyer Ballin, der 1802 starb, war ein erfolgreicher Kaufmann und verheiratet mit Priba (Prievchen), geborene Goldschmidt (ca. 1761–1836). Während der Oldenburgischen Franzosenzeit zog Gottschalk 1812 mit seinen Brüdern Samuel (1778–1870) und Cosmann (1788–1820) nach Oldenburg. Unmittelbar nach dem Umzug gründete er die dortige jüdische Gemeinde mit und stand dieser über viele Jahre vor.
Die Brüder Ballin handelten anfangs mit Ellenwaren und waren nebenbei als Bankiers tätig. So entstand das Bankhaus C. & G. Ballin, das sie ab 1854 losgelöst von den Ellengeschäften führten. Das Unternehmen existierte viele Jahre als alleinige und bedeutende Privatbank Oldenburgs. 1815 erhielt Gottschalk Josef Ballin das Oldenburger Bürgerrecht. Er entwickelte sich zu einer wichtigen Persönlichkeit in der Wirtschaft und Gesellschaft der Stadt. Er versuchte wiederholt und energisch, die rechtliche Stellung jüdischer Mitbürger zu verbessern. 1845 erstellte er ein weitreichendes Gesuch, in dem er dafür plädierte, Juden und Christen gleichzustellen. Dieses Ansinnen erfüllte sich erst 1849, als die neue Verfassung für das Großherzogtum Oldenburg in Kraft trat. Ballin hatte u. a. 1814 Anteil an der Anlage des jüdischen Friedhofes in Oldenburg und der Einweihung der neuen Synagoge im Jahr 1854.
Am 8. November 1820 heiratete Ballin seine Cousine Bräunchen geb. Goldschmidt (* 17. Januar 1789; † 25. Mai 1883), deren Vater Josef Baruch Goldschmidt als Kaufmann wirkte und aus einer der ältesten jüdischen Familien Oldenburgs kam. Das Ehepaar hatte zwei Söhne, die Christinnen heirateten. Sie wandten sich vom jüdischen Glauben ab und ließen sich taufen. Der Sohn Karl Joseph Ballin (* 1833) heiratete Hermanna Will (* 1841 in Rostock).
Nach 1918 übernahm eine überregionale Privatbank 1918 das Bankhaus C. & G. Ballin. Auch in Ostfriesland lebende Nachkommen der Ballins konvertierten gegen Ende des 19. Jahrhunderts zum Christentum über und schlossen christliche Ehen. Daher überlebten sie die Zeit des Nationalsozialismus.